# Hüttstadl (Mehlmeisel)
Hüttstadl ist ein Gemeindeteil der Gemeinde Mehlmeisel im Landkreis Bayreuth (Oberfranken, Bayern). Hüttstadl liegt in der Gemarkung Mehlmeisel.

## Geografie
Die Einöde bildet mit Hüttstadl (Fichtelberg) im Westen eine geschlossene Siedlung.

## Geschichte
Der Ort wurde im Jahr 1514 als „Hutstettl, Öde an dem Schottenbühl“ erstmals schriftlich erwähnt. 1596 bestand „Hitzstettlein“ aus zwei Gütern. Das Hochgericht stand dem Kurfürstlichen Landrichteramt Waldeck-Kemnath zu. 1690 wurde der Ort dem Bergamt Fichtelberg weitestgehend einverleibt, lediglich ein Häusel verblieb dem Landgericht. 1792 unterstanden dem Bergamt drei Untertanen mit insgesamt 31⁄16 Hoffuß. Außerdem gab es zwei landsässische Anwesen der Gutherrschaft Ebnath. Sie hatten 1⁄4 bzw. 1⁄12 Hoffuß.
Infolge des Ersten Gemeindeedikts wurde Hüttstadl dem 1812 gebildeten Steuerdistrikt Mehlmeisel und der Ruralgemeinde Mehlmeisel zugewiesen. Mit dem Zweiten Gemeindeedikt (1818) kamen zwei Anwesen an die Ruralgemeinde Neubau, eines (das Häusel) verblieb bei Mehlmeisel.

### Einwohnerentwicklung
| Jahr      | 001824 | 001861 | 001871 | 001885 | 001900 | 001925 | 001950 | 001961 | 001970 | 001987 |
| Einwohner | 8      | 16     | 18     | 9      | 5      | 8      | 3      | 6      | 6      | 7      |
| Häuser    | 1      |        |        | 1      | 1      | 1      | 1      | 1      |        | 2      |
| Quelle    | [ 7 ]  | [ 10 ] | [ 11 ] | [ 12 ] | [ 13 ] | [ 14 ] | [ 15 ] | [ 16 ] | [ 17 ] | [ 1 ]  |

## Religion
Hüttstadl ist katholisch geprägt und war ursprünglich nach St. Ägidius (Ebnath) gepfarrt. Seit 1907 ist die Pfarrei St. Johannes Baptist (Mehlmeisel) zuständig.